# Distretto di Tărgovište
Il distretto di Tărgovište (in bulgaro Област Търговище?) è uno dei 28 distretti della Bulgaria.

## Comuni
Il distretto è diviso in 5 comuni:
| Comune     | Bulgaro   | Pop.   |
| ---------- | --------- | ------ |
| Antonovo   | Антоново  | 7.451  |
| Omurtag    | Омуртаг   | 32.475 |
| Opaka      | Опака     | 7.855  |
| Popovo     | Попово    | 34.515 |
| Tărgovište | Търговище | 73.644 |